# Kika Superbruja
Kika Superbruja es una serie de libros escrita por el escritor alemán Knister. Comenzó en 1997 cuando Knister escribió Kika Superbruja detective. Los libros de Kika Superbruja siempre están divididos en cuatro o cinco capítulos cada uno y poseen dos trucos para realizar sobre el tema del que trata el libro.
La serie de libros ha sido adaptada a serie animada en 2004 y a película en imagen real en 2009. La película de 2009 se titula Hexe Lilli, der Drache und das magische Buch (literalmente en alemán: «La bruja Lilli, el dragón y el libro mágico»).
En España la totalidad de la serie ha sido publicada por la Editorial Bruño.

## Sinopsis
Kika es una niña que un día encontró un libro de magia bajo su cama, que pertenecía a la bruja Elviruja. Gracias a un hechizo llamado "El Salto de la Bruja" puede viajar a la época que se desee con solo tener un objeto de esta.
Kika evita siempre que su familia se entere de que tiene un libro de brujería, pero le es difícil, pues su hermano Dani no la deja en paz. Dani es su hermano menor, es muy molestón y cotilla. Knister ha escrito otra serie de cuentos llamada Kika Superbruja y Dani, en la que Kika vive aventuras junto a su hermano...

## Película
En el 2009 se estrenó una película en imagen real (entre otros con Pilar Bardem como la bruja Elviruja). El director es el austriaco Stefan Ruzowitzky. El estreno en España fue el 12/06/2009. Esta película la distribuyen por Europa Walt Disney Pictures y Buena Vista International.

## Libros de la serie

### Kika Superbruja
| N.º | Título original                                    | Año de lanzamiento | Título del libro                           | Año de lanzamiento |
| --- | -------------------------------------------------- | ------------------ | ------------------------------------------ | ------------------ |
| 0   | Hexe Lilli und das Buch des Drachen                |                    | Kika Superbruja y el libro de hechizos     |                    |
| 1   | Hexe Lilli wird Detektivin                         |                    | Kika Superbruja detective                  |                    |
| 2   | Hexe Lilli bei den Piraten                         |                    | Kika Superbruja y los piratas              |                    |
| 3   | Hexe Lilli und das wilde Indianerabenteuer         | 1997               | Kika Superbruja y los indios               | 1998               |
| 4   | Hexe Lilli stellt die Schule auf den Kopf          |                    | Kika Superbruja revoluciona la clase       | 1998               |
| 5   | Hexe Lilli im Fußballfieber                        |                    | Kika Superbruja loca por el fútbol         |                    |
| 6   | Hexe Lilli und der Zirkuszauber                    |                    | Kika Superbruja y la magia del circo       |                    |
| 7   | Hexe Lilli und das Geheimnis der Mumie             |                    | Kika Superbruja y la momia                 |                    |
| 8   | Hexe Lilli und das Geheimnis der versunkenen Welt  |                    | Kika Superbruja y la ciudad sumergida      |                    |
| 9   | Hexe Lilli und das magische Schwert                |                    | Kika Superbruja y la espada mágica         |                    |
| 10  | Hexe Lilli auf Schloss Dracula                     | 2002               | Kika Superbruja en el castillo de Drácula  | 2002               |
| 11  | Hexe Lilli auf der Jagd nach dem verlorenen Schatz |                    | Kika Superbruja en busca del tesoro        |                    |
| 12  | Hexe Lilli und der Ritter auf Zeitreise            | 2004               | Kika Superbruja y don Quijote de la Mancha | 2004               |
| 13  | Hexe Lilli im wilden Wilden Westen                 | 2004               | Kika Superbruja en el Salvaje Oeste        | 2005               |
| 14  | Hexe Lilli und der Weihnachtszauber                |                    | Kika Superbruja y el hechizo de la Navidad |                    |
| 15  | Hexe Lilli und der schreckhafte Wikinger           |                    | Kika Superbruja y los vikingos             |                    |
| 16  | Hexe Lilli im Land der Dinosaurier                 |                    | Kika Superbruja y los dinosaurios          |                    |
| 17  | Hexe Lilli macht Zauberquatsch                     |                    | Kika Superbruja y sus bromas mágicas       | 2007               |
| 18  | Hexe Lilli fliegt zum Mond                         |                    | Kika Superbruja y la aventura espacial     |                    |
| 19  | Hexe Lilli in Lilliput                             |                    | Kika Superbruja en el país de liliput      |                    |
| 20  | Hexe Lilli und Hektors verzwickte Drachenprüfung   |                    | kika superbruja y el examen del dragón     |                    |
| 21  | Hexe Lilli – Die Reise nach Mandolan               |                    | kika superbruja y el viaje a Mandolan      |                    |
| 22  | Hexe Lilli im Wunderland                           |                    | Kika superbruja y el reino mágico          |                    |
| 23  | Hexe Lilli wird Prinzessin                         |                    | Kika superbruja y la princesa              |                    |
| 24  | Hexe Lilli und das leuchtende Inborn               |                    | Kika superbruja y el unicornio             |                    |
| 25  | Hexe Lilli auf der Ponyinsel                       |                    | Kika superbruja en la isla de los ponis    | 2017               |
| 26  | Hexe Lilli rettet Weihnachten                      |                    | Kika superbruja salva la Navidad           | 2019               |
| 27  | Hexe Lilli auf Magischer Rettungsmission           |                    | Kika superbruja en el Antiguo Egipto       | 2022               |

### Kika Superbruja Y Dani
| N.º | Título original | Año de lanzamiento | Título del libro                  | Año de lanzamiento |
| --- | --------------- | ------------------ | --------------------------------- | ------------------ |
| 1   |                 |                    | Kika embruja los deberes          |                    |
| 2   |                 |                    | El cumple de Dani                 |                    |
| 3   |                 |                    | El vampiro del diente flojo       |                    |
| 4   |                 |                    | El loco caballero                 |                    |
| 5   |                 |                    | El dinosaurio salvaje             |                    |
| 6   |                 |                    | La gran aventura de Colón         |                    |
| 7   |                 |                    | El partido de fútbol embrujado    |                    |
| 8   |                 |                    | El hechizo fantasma               |                    |
| 9   |                 |                    | Un pirata en la bañera            |                    |
| 10  |                 |                    | Un osito en la nevera             |                    |
| 11  |                 |                    | Un Fantasma en el colegio         |                    |
| 12  |                 |                    | El misterioso genio de la botella |                    |
| 13  |                 |                    | Un delfín en el jardín            |                    |
| 14  |                 |                    | El burrito encantado              |                    |
| 15  |                 |                    | Un día de clase mágico            | 2014               |
| 16  |                 |                    | La fiesta de monstruos            | 2015               |
| 17  |                 |                    | El hechizo de los duendecillos    | 2016               |
| 18  |                 |                    | La mascota encantada              | 2017               |
| 19  |                 |                    | La fiesta mágica del cole         | 2018               |
| 20  |                 |                    | El poni más pequeño del mundo     | 2020               |

## Enlaces
1. ↑  Offizielle Seite zum Film